# Джордж де Лейсі Еванс
Сер Джордж де Лейсі Еванс (англ. Sir George de Lacy Evans; 7 жовтня 1787 — 9 січня 1870) — ірландський офіцер Британської армії, який служив у чотирьох війнах Великої Британії XIX століття. Згодом став членом парламенту.

## Біографія

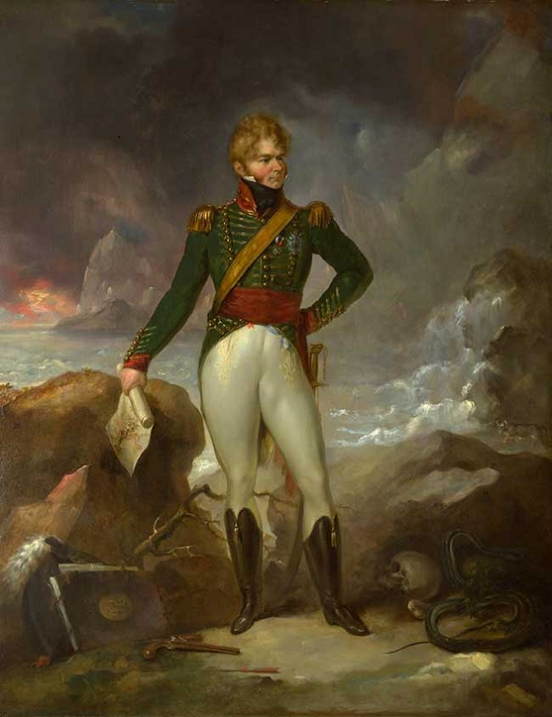
«Де Лейсі Еванс» картина Пітера Едварда Стролінга, бл. 1825 рік

Еванс народився в 1787 році в Мойг, графство Лімерик, Ірландії. Навчався у Вуліджській академії, після чого пішов за старшим братом Річард Еванс (1782–1847) на військову службу, приєднавшись до сил Ост-Індійської компанії в 1800 році, перш ніж добровільно вступити до Британської армії в Індії в 1806 році. У 1807 році він отримав звання прапорщика в 22-му піхотному полку, а потім перейшов до 3-го легкого драгунського полку, щоб взяти участь у війні на Піренейському півострові.
Він був відправлений у експедицію до Сполучених Штатів у 1814 році під час Англо-американської війни під командуванням генерал-майора Роберта Росса. Еванс був генерал-квартирмейстером у Росса в битві при Бладенсбурзі 24 серпня 1814 року, а також під час спалення Вашингтона, а також у битві при Норт-Пойнті 12 вересня 1814 року, де Росс був убитий.
Еванс брав активну участь у Новоорлеанській кампанії на завершення Англо-американської війни. Він був єдиним офіцером Британської армії, присутнім під час "малої морської операції" Королівського флоту на озері Борн, і був поранений у битві під Новим Орлеаном.
Повернувшись до Європейської війни з реставрацією імператора Наполеона I, Еванс був присутній у битві при Катр-Бра 16 червня 1815 року та битві при Ватерлоо 18 червня 1815 року, і вийшов у відставку в 1818 році.
Хоча він не мав особистого досвіду в Центральній Азії, Еванс був дедалі більше стурбований тим, що Росія мала плани на Індію, створюючи загрозу нападу через Центральну Азію. Він написав дві книги: «Про плани Росії» (1828) та «Про можливість вторгнення до Британської Індії» (1829), наголошуючи на цій загрозі. Ці книги вплинули на те, що Едвард Лоу, 1-й граф Елленборо, президент Ради контролю Індії, почав збирати розвідувальні дані з усіх джерел, зокрема, відправляючи молодих офіцерів для дослідження можливих шляхів вторгнення до Індії в рамках Великої гри.
Еванс командував Британським легіоном, який добровільно допомагав Ізабеллі II Іспанській у Першій карлістській війні (1833-1840). У 1846 році він отримав звання генерал-майора, а з початком Кримської війни в 1854 році його було підвищено до генерал-лейтенанта.
У 1853 році він отримав довічне полковництво над 21-м піхотним полком (Королівські північно-британські фузилери) і був підвищений до повного генерала 10 березня 1861 року.
Він служив членом парламенту від Рая в 1830 році, а з 1831 по 1832 рік, і від Вестмінстера з 1833 по 1841 рік і з 1846 по 1865 рік. Він також був нагороджений Великим хрестом французького Почесного легіону.
У 1854 році Еванс був призначений командувати 2-ю дивізією на початку Кримської війни і брав участь у битві при Альмі. Під час битви при Інкермані він був хворий, тому генерал-майор Джон Пеннефатер командував дивізією. Пізніше він був відправлений додому через хворобу. Після повернення додому він отримав подяку від Палати громад.
Починаючи з середини 1850-х років Еванс став рішучим прихильником реформи британської армії. Особливо різко він критикував систему, за якою офіцери британської армії купували свої звання і повинні були платити за кожне підвищення в званні. Хоча він не дожив до остаточного скасування системи купівлі, яке відбулося в 1871 році, його наполегливі вимоги щодо поліпшення ситуації сприяли її остаточному зникненню.
Еванс помер 9 січня 1870 року і похований на Кенсал Грін у Лондоні.
Портрети Еванса були написані Пітером Едвардом Стролінгом та Річардом Бакнером. Оригінальний портрет Бакнера в натуральну величину був знову відкритий у 2012 році та автентифікований істориком мистецтва Філіпом Моулдом на шоу BBC Antiques Road Show у Челтнемі в 2013 році.
Медалі та нагороди сера Джорджа де Лейсі Еванса виставлені в Музеї Королівських гусарів Її Величності, розташованому в лікарні лорда Лейстера у Воріку.